# Đảng Xã hội chủ nghĩa Hoa Kỳ
Đảng Xã hội chủ nghĩa Hoa Kỳ (tiếng Anh: Socialist Party of the United States of America)  (SPUSA), thường được gọi tắt Socialist Party USA, là một đảng phái chính trị theo hệ tư tưởng xã hội chủ nghĩa ở Hoa Kỳ. Nó được thành lập năm 1973, là hậu thân của Đảng Xã hội chủ nghĩa Mỹ, mà trước đó 1 năm đã đổi tên thành Người Dân chủ Xã hội Hoa Kỳ.

## Lịch sử
Đảng được thành lập vào năm 1973 sau khi những người theo Max Shachtman lên nắm quyền Đảng Xã hội chủ nghĩa Mỹ và đổi tên nó thành Người Dân chủ Xã hội chủ nghĩa (SDUSA). Một nhóm riêng biệt, tự gọi là Ủy ban Tổ chức Xã hội chủ nghĩa Dân chủ (sau này là Người Xã hội chủ nghĩa Dân chủ Mỹ [DSA]), cũng tách ra vào năm 1973 và cũng tích cực hoạt động chính trị. Cả ba tổ chức đều cho mình là những người thừa kế thực sự của Eugene Debs và Norman Thomas. DSA và SDUSA tham gia vào Quốc tế Xã hội chủ nghĩa.